# Трук (острова)
Трук (англ. Truk Islands, Chuuk Islands) — группа небольших островов в архипелаге Каролинские острова в юго-западной части Тихого океана. Входят в состав Федеративных Штатов Микронезии, являясь частью штата Чуук.

## Название
В переводе с местного языка Чуук переводится как «высокие горы». Исторические названия — Трук, Рук, Хоголеу, Торрес, Угулат, Лугулус.

## География

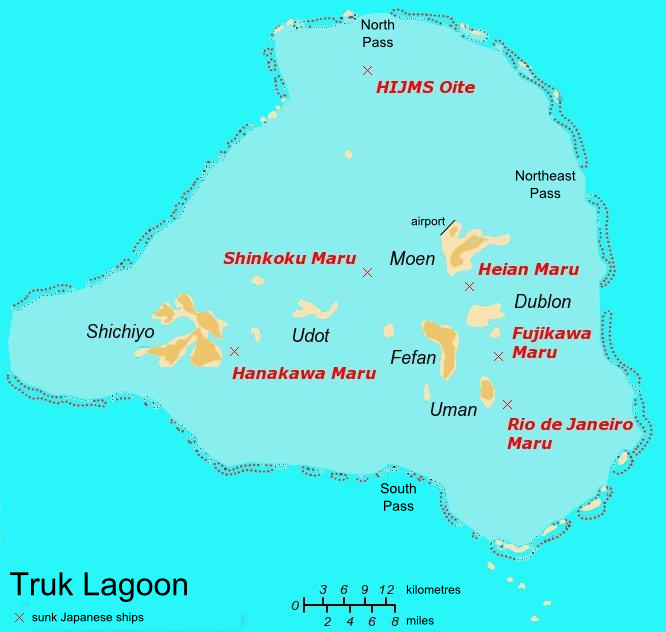
Карта островов Трук

Острова Трук расположены в центральной части микронезийского архипелага Каролинских островов в Тихом океане и представляют собой небольшую островную группу, состоящую из гористых островов, окружённых моту и барьерным рифом. Всего в группу входят 19 возвышенных островов внутри лагуны, 10 атоллов и 225 моту, многие из которых расположены за пределами лагуны. В центре островов Трук расположена крупная лагуна, площадь которой составляет около 2131 км² (площадь суши — около 100 км²). Наиболее важными островами являются Дублон, Эиол, Эот, Этен, Фило, Фанапенгес, Фефан, Моэн, Парам, Пата, Пис, Полле, Ромунум, Сис, Тарик, Тол, Удот и Уман. Иногда к группе причисляют соседние острова Холл и атолл Номонуито. Географически и диалектно острова разделены на западную и восточную части: острова Фаичуук и острова Намонеас.
Климат на островах Трук тропический с незначительными сезонными колебаниями. Среднегодовая температура составляет около 26,7 °C. Среднегодовое количество осадков — 305—356 см. Наибольшее количество осадков выпадает с июня по август.

## История

Флаг Чуук

Согласно археологическим материалам, найденным на одном из островов группы, острова Трук были заселены около 2 тысяч лет назад. Согласно местным легендам первопоселенцами были выходцы с острова Косраэ, который расположен примерно в 1300 км к востоку. Первоначально местные жители селились только на побережье и занимались гончарным ремеслом, но примерно 1500 лет назад эта культура исчезла, а островитяне переселились во внутренние районы и гористые склоны.
Открытие островов Трук европейцами связано с путешествиями испанских мореплавателей: слишком высокие цены на пряности вынуждали испанцев искать новые земли. Спустя шесть месяцев после подписания Като-Камбрезийского мира, закончившего Итальянские войны 1494—1559 годов, король Филипп II послал письмо Луису де Веласко, вице-королю Новой Испании, с требованием «об открытии западных островов относительно Молуккских». Речь также шла о захвате Филиппинских островов. Ответом стало снаряжение новой экспедиции в составе четырёх кораблей под командованием Мигеля Лопеса де Легаспи, которые 21 ноября 1564 года вышли из города Акапулько. 17 января 1565 года экипаж судна «Сан-Лукас» под командованием Алонсо де Арельяно, члена экспедиции, заметил на горизонте острова Трук. Вошедший в лагуну корабль сразу же встретили местные жители на каноэ, которые предложили чужеземцам недалеко от острова Тоновас высадиться на суше. Встречные ветра и угрожающе большое количество островитян испугали Арельяно, поэтому он решил повернуть судно обратно. До этого команда предусмотрительно пленила несколько туземцев. И только после пушечного залпа путешественникам удалось отбиться от островитян, которые начали метать копья. Проведя ночь с внутренней стороны рифа, «Сан-Лукас» на следующий день вышел в открытый океан.
На протяжении почти двух с половиной столетий острова Трук оставались незамеченными иностранными судами. Следующим европейцем, который побывал на островах после Арельяно, стал Мануэль Дублон, бриг которого вошёл в лагуну островной группы 10 декабря 1814 года. Подробных сведений об этом визите не сохранилось.
24 июня 1824 года к островам Трук подплыл корвет под командованием француза Луи Дюперрея, который исследовал группу в течение пяти дней (были уточнены координаты, составлена первая карта лагуны). Несмотря на то, что путешественник за все эти дни не вошёл в лагуну, на борт были приняты несколько туземцев, благодаря которым удалось узнать названия отдельных островов. Двое англичан были оставлены на берегу по их собственному желанию. Хотя Дюперреи собрал ценную географическую информацию, в его записях всё-таки отсутствовали сведения о культуре и быте местных жителей. Спустя четыре года острова Трук были исследованы французским мореплавателем Дюмон-Дюрвилем, а затем русским путешественником Фёдором Петровичем Литке.
Первая наиболее полная информация о местной культуре и жителях была собрана Дюмон-Дюрвилем в 1838 году во время его второго плавания. 22 декабря два корабля экспедиции, «Астролябия» и «Зеле», вошли в лагуну через пролив в юго-восточной части островной группы. На протяжении последующих четырёх дней путешественник собрал ценную информацию о местных жителях: об убранстве домов, рыболовецких сетях, местных каноэ, оружии. На борту кораблей происходил товарообмен с туземцами. Островитяне были дружелюбными, но очень осторожными, а в некоторых случаях проявляли вполне обоснованный страх перед чужеземцами. Например, женщины, увидев иностранцев, сразу же бросились в лес или поплыли на соседние островки. Впоследствии французам вежливо объяснили, что местным женщинам запрещено подходить к незнакомцам без разрешения мужа, иначе их сразу же казнят. Жители островов Трук с радостью меняли свои вещи, еду на железные изделия, браслеты, ожерелья и другие безделушки. Однако Дюрвиль был несколько удивлён, когда выяснил, что туземцы ещё ни разу не видели огнестрельного оружия. Подстреленная птица поразила местных жителей.
Постепенно островитяне привыкали к иностранцам, они становились дружелюбнее, но и одновременно более любопытными. Спустя несколько дней после прибытия на острова двое французских офицеров, в течение дня собиравшие образцы местной флоры и насекомых, с радостью присоединились к компании местных жителей, сидевших у вечернего костра. Чтобы показать своё уважение, чужеземцы стали раздавать туземцам еду, которую они взяли с собой. Трукцы жадно съели печенье, но выбросили сыр и, морщась, выпили вино. Французам же показались несъедобным полуприготовленная рыба и крабы. Затем путешественники расположились в доме-каноэ, чтобы переночевать там. Островитяне остались у костра. Неожиданно один из местных жителей издал вопль и начал петь. Это вызвало удивление у французов: один из них начал в ответ петь Марсельезу. Островитянин же стал танцевать. Когда он закончил, то потребовал у иностранца, чтобы тот также станцевал. Француз нехотя согласился и голышом исполнил кадриль.
Пребывание путешественников на островах не обошлось без опасностей. Когда на следующий день небольшая группа французов отправилась исследовать рифы между островами Фефан и Дублон, они подверглись нападению местных жителей. Чужеземцы дали залп, в результате было убито десять или двенадцать трукцев. После этого события французы решили покинуть островную группу.
С тех пор островная группа как опасная зона очень долгое время оставалась на периферии европейских интересов. Даже китобойные суда, которые очень часто причаливали у соседних островов Понапе и Кусаие, чтобы пополнить запасы пресной воды и древесины, обходили острова Трук стороной: в период с 1840 по 1860 года мимо группы проплыло всего два судна, и ни одно из них не причалило у берегов.
Христианские миссионеры окончательно закрепились на островах Трук в 1879 году: все предыдущие попытки не увенчались успехом. В этом году вождь острова Уман (одного из возвышенных островов группы), который находился с визитом на острове Нама в группе Мортлок, услышал проповедь одного из миссионеров. Впоследствии вождь пригласил его к себе на остров, чтобы основать там христианскую церковь, и гарантировал ему, как и другим его сподвижникам, личную безопасность. Так на островах появились первые миссионеры, за ними же последовали и первые иностранные торговцы.
В 1886 году контроль над Микронезией, в том числе над островами Трук, перешёл к Испании. Но после испано-американской войны 1898 года по соглашению между Испанией, Германией и США Микронезия, за исключением острова Гуам, была куплена у США Германией за $4,2 млн. В начале Первой мировой войны, в 1914 году, острова были оккупированы Японией, которая стала управлять ими с 1919 года по мандату Лиги Наций.
В годы Второй мировой войны на островах располагалась крупная морская военная база Японии (в ней находилось около 40 тысяч солдат и гражданских лиц), а также аэродром. Остров был стратегически важен для империи: на нём действовал коммуникационный штаб, откуда подавались радиокоманды, направлявшие операции всех военно-морских сил Японии в Микронезии. В 1944 году в лагуне Трука находились корабли 4-го императорского флота и командование 6-го подводного флота. 17 февраля 1944 года американцы начали осуществление военной операции «Хилстон», в результате которой было потоплено более 30 крупных и много небольших японских судов. Впоследствии контроль над Труком перешёл к армии США.
После разгрома Японии в войне Трук стал одним из шести округов Подопечной территории Тихоокеанские острова, которые управлялись США по мандату ООН.
В 1990 году Федеративные Штаты Микронезии были признаны Советом Безопасности ООН независимым государством. С тех пор острова Трук являются территорией этой страны.

## Население
Население островов составляет — 40 465 человек (2000 год). Из них на островах Фаичуук — 14 049 чел. и на островах Намонеас (север и юг)— 26 416 чел.

## Экономика
На островах развит туризм.

## Публикации
- Francis X. Hezel, SJ. Chuuk: Caricature of An Island.
- Francis X. Hezel, SJ. Cultural Patterns in Trukese Sucide.
- Francis X. Hezel, SJ. Possession and Trance in Chuuk.
- Francis X. Hezel, SJ. The Beginnings of Foreign Contact in Truk.
- Francis X. Hezel, SJ. The Changing Family in Chuuk: 1950—1990.
- Francis X. Hezel, SJ. The Chuuk Problem: At the Foot of the Political Pyramid .
- Francis X. Hezel, SJ. The Education Explosion in Chuuk.
- Francis X. Hezel, SJ. Truk Suicide Epidemic and Social Change.